# Menhir de Kermarquer
Ne doit pas être confondu avec Menhirs de Kermarquer.
Le menhir de Kermarquer, parfois orthographié menhir de Kermarker, est un menhir situé à Penvénan dans le département français des Côtes-d'Armor.

## Description
Le menhir est inclus dans le talus d'un bord de route. Il est en granite de Perros et mesure 2,70 m de hauteur pour une largeur maximale de 0,70 m à la base. La face est comporte un trou circulaire d'époque moderne.